# Жалко-Титаренко Порфирій Дмитрович
Порфирій Дмитрович Жалко́-Титаре́нко (нар. 6 березня 1881, Мерефа — пом. 10 грудня 1949, Київ) — український радянський живописець, графік; член Асоціації художників Червоної України в 1920-ті роки та Спілки художників України з 1945 року. Батько мікробіолога Валентина Жалко-Титаренка.

## Біографія
Народився 22 лютого [6 березня] 1881 року в селі Мерефі (тепер місто Харківської області, Україна). Вчився у Пензенському художньому училищі, у 1905—1906 роках — у Вищому художньому училищі при Академії мистецтв в Петербурзі (майстерня Іллі Рєпіна). У 1906—1914 роках викладав у Варшавському політехнічному інституті, одночасно у художній школі та реальному училищі; у 1915—1919 роках викладав на вищих жіночих курсах в Москві. Багато подорожував (відвідав Німеччину, Італію, Велику Британію та інші країни).
З 1919 року у Києві, брав участь у оформленні міста до першотравневих свят. У 1919–1922 роках працював художником студії агітплакатів Політичного управління Червоної Армії; у 1922–1928 роках — викладач малюнку політехнічного інституту; у 1928–1930 роках — викладач нарисної геометрії інституту народного господарства; у 1930–1941 роках — доцент Київського хіміко-технологічного інституту; з 1944 року — професор Київського інженерно-будівельного інституту, завідувач кафедрою.
Помер 10 грудня 1949 року у Києві.

## Творчість
Автор портретів, пейзажів, жанрових картин в імпресіоністській манері, біля 50 кіноплакатів на замовлення Всеукраїнського фотокіноуправління, оформлення книг і театральних вистав. Серед робіт:
- «Падіння Новгородського віча» (1906);
- «Єва» (1907);
- «Японська мелодія» (1907, Національний музей у Варшаві);
- «Бабине літо» (1908);
- «Пробудження» (1909);
- «Фавн та жінка» (1911);
- «Парк у Лазенках» (1913, олія);
- «Фавн та юнак» (1916, олія);
- «Наступ Червоних військ на Варшаву» (1920);
- «Портрет Г. І. Петровського» (акварель);
- «Портрет професора Тартаковського» (1941, пастель);
- «Фізкультурниця» (1941, олія);
- «Святий Миколай-чудотворець» (1942);
- «Натюрморт» (1946);
- «Урожай» (1947, етюд, олія).

Брав участь у міських та зарубіжних мистецьких виставках з 1912 року.
Окремі роботи зберігаються у Київському, Луганському, Харківському художніх музеях, Національних музеях у Варшаві та Кракові, Музеї Академії мистецтв у Санкт-Петербурзі.